# Рудин (роман)
«Ру́дин» — первый роман Ивана Тургенева, написанный в 1855 году. Произведение, герой которого пополняет галерею «лишних людей» XIX века, изначально было определено автором как повесть. В 1860 году Тургенев добавил в него эпилог, рассказывающий о гибели героя.
«Рудин» был впервые опубликован в журнале «Современник» в 1856 году.

## История создания и публикации
В июне 1855 года Тургенев в письме литературному критику Василию Боткину сообщил о том, что им подготовлен план новой повести, все персонажи которой уже «обдуманы». Лёгкие сомнения, содержащиеся в письме, были связаны с поисками нового творческого почерка и попыткой перейти от рассказов к более крупным повествовательным формам.
Главный герой произведения (которое имело заголовок «Гениальная натура») первоначально именовался Дмитрием Петровичем Рудиным. Наталья Ласунская в предварительном плане была названа Машей. Липина носила фамилию Пасынкова; Басистов был сначала Лещовым, затем — Басовым. Носителем фамилии Лещов на определённом этапе был также Лежнёв. Нахлебник Пандалевский в черновом варианте звался Подкалаевым.
Работа велась достаточно интенсивно, о чём автор периодически извещал товарищей.
Я сильно работаю и воспользуюсь моим невольным затворничеством — авось что-нибудь удачное выйдет! По крайней мере то́ могу сказать, что добросовестнее я никогда не работал.
25 июля (6 августа) 1855 года писатель пригласил к себе в Спасское-Лутовиново литератора Павла Анненкова для знакомства с новым произведением, над которым «трудился так, как ещё ни разу в жизни не трудился». Через несколько дней Тургенев приехал в имение Покровское (Тульская губерния), где жили сестра Льва Толстого — Мария Николаевна и её муж Валериан Петрович. Именно эта чета стала первыми слушателями «Рудина»: Тургенев читал им своё произведение вслух и позже учёл замечания, сделанные Марией Николаевной, — в частности, изменил сцену последней встречи героя с матерью.
31 декабря 1855 года цензура дала разрешение на публикацию «Рудина»; роман (с подзаголовком «Повесть») был напечатан в первом и втором номерах «Современника» за 1856 год. Эпилог, в котором герой погибает на баррикадах, появился четыре года спустя.
В 1862 году роман был переведён на французский язык (переводчиками стали Луи Виардо и сам автор) и выпущен в одном сборнике с «Дневником лишнего человека» и «Тремя встречами».

## Персонажи
- Дарья Михайловна Ласунская — знатная и богатая дама, вдова, воспитывающая троих детей. Мать Натальи Ласунской[3].
- Дмитрий Николаевич Рудин — мужчина лет тридцати пяти, гость в доме Ласунской. Великолепный оратор; своим красноречием произвёл большое впечатление на Дарью Михайловну и Наталью Ласунскую[4][5].
- Наталья Алексеевна Ласунская — 17-летняя девушка, начитанная и серьёзная. В неё давно влюблён сосед Волынцев, однако Наталья отдаёт своё сердце Рудину[6][3].
- Александра Павловна Липина — молодая бездетная вдова, живущая в своём имении вместе с братом — Сергеем Волынцевым[7].
- Сергей Павлович Волынцев — отставной штаб-ротмистр, брат Липиной. Известие о том, что Наталья Ласунская предпочла ему Рудина, ввергает Волынцева в депрессию[3].
- Михайло Михайлович Лежнёв — мужчина лет тридцати, помещик, сосед Ласунской. Знает Рудина со студенческих лет. Независим, немногословен. Влюблён в Липину[8][9].
- Константин Диомидович Пандалевский — молодой человек, ласковый и услужливый. Живёт в доме Ласунской в качестве «приёмыша или нахлебника»[10].
- Басистов — 22-летний учитель, воспитывающий сыновей Ласунской. На Рудина взирает с благоговением[11].
- Африкан Семёнович Пигасов — частый гость в доме Ласунской[12].

## Сюжет
Действие романа разворачивается в 1840-х годах. Столичная барыня Дарья Михайловна Ласунская каждое лето выезжает с детьми в деревню. В своём имении она стремится поддерживать атмосферу светского литературно-музыкального салона, а потому привечает всех образованных гостей.
Однажды в её доме появляется Рудин. Его склонность к полемике, пылкость, остроумие покоряют слушателей; Ласунская, впечатлённая речами Дмитрия Николаевича о просвещении, науке, смысле жизни, предлагает гостю пожить в её доме.
За два с лишним месяца жизни в имении Рудин стал любимым собеседником Дарьи Михайловны. Много времени проводил он и с дочерью хозяйки Натальей — давал ей книги, читал вступления к своим будущим статьям. Учитель Басистов смотрел на гостя с восторгом; Пигасов, на которого Дмитрий Николаевич давил своим присутствием, стал приезжать к Ласунской гораздо реже.
Весть о том, что Рудин живёт в доме соседки, произвела неприятное впечатление на помещика Лежнёва. В юности они вместе учились в Москве и посещали один и тот же кружок Покорского, вели беседы о литературе, философии, искусстве. Когда Лежнёв влюбился в хорошую девушку, он рассказал об этом Рудину. Тот начал слишком активно вмешиваться в отношения пары; в итоге готовящаяся свадьба не состоялась.
Дарье Михайловне частые разговоры Рудина с её дочерью были не по нутру, однако она считала, что здесь, в деревне, Наталья тянется к гостю от скуки. Барыня заблуждалась. В один из летних дней Дмитрий Николаевич признался девушке в любви и услышал в ответ: «Я буду ваша». Ласунская-старшая, узнав об этом тайном свидании от Пандалевского, объявила дочери, что скорее согласится увидеть её мёртвой, чем женой Рудина.
Из-за нерешительности Дмитрия Николаевича влюблённые расстаются. Рудин пишет прощальные письма Волынцеву и Наталье и покидает имение Ласунской. Два года спустя Наталья выходит замуж за Волынцева. Лежнёв женится на Липиной. Рудин всё это время скитается по свету.
Во время Июньского восстания 1848 года он погибает на баррикадах Парижа.

## Герои и прототипы
По мнению исследователей, прототипом Дарьи Михайловны Ласунской стала светская красавица Александра Осиповна Смирнова. В молодости она была хороша собой, находилась в добрых отношениях с Жуковским, Вяземским и другими поэтами; Тургенев же считал эту даму «двоедушной и лицемерной». В первоначальном плане романа автор сделал пометку о том, что действие будет происходить в доме «Ал. Ос.», но впоследствии переправил имя.
И кто хочет перенестись на несколько минут в их благородное общество, пусть перечитает в "Рудине" рассказ Лежнёва о времени его молодости и удивительный эпилог повести г. Тургенева.
В образе Рудина современники находили черты мыслителя Михаила Бакунина и историка Тимофея Грановского. В то же время в герое обнаруживались и некоторые особенности личности самого Тургенева: так, Герцен открытым текстом писал, что Рудин — это «Тургенев 2-й, наслушавшийся философского жаргона молодого Бакунина».
Лидер философского кружка Покорский, по признанию автора, во многом «списан» с Николая Станкевича — именно эта фигура постоянно возникала в сознании Тургенева во время работы над романом. Однако персонаж вобрал в себя ещё и качества, присущие Виссариону Белинскому, «неотразимой мощью» которого писатель не уставал восхищаться.

## Первые отзывы
Первая реакция современников на роман оказалась весьма доброжелательной. Николай Некрасов в письме Василию Боткину (24 ноября 1855) сообщил, что ознакомился с первым вариантом «Рудина», и предположил, что после доработки «выйдет замечательная вещь».
Чернышевский в статье-памфлете «Разговор отчасти литературного, а более не литературного содержания» (1856) признавал, что новое произведение Тургенева произвело «очень сильное впечатление на всех порядочных людей», а лично его «оживило и освежило».
Павел Анненков отмечал, что роман можно назвать «полным торжеством автора» — в «Рудине» впервые появляется «почти исторический» персонаж, который давно был интересен и Тургеневу, и его современникам.
Роман стал погребальным венком на гробе всех старых рассказов Тургенева о тех абстрактных русских натурах, устраняющихся и пассирующих перед явлениями, ими же и вызванными на свет.

## Написание эпилога
Через три-четыре года после выхода «Рудина» интонация критиков, вначале тепло принявших роман, изменилась. В 1859 году появилась статья Николая Добролюбова «Что такое обломовщина?», автор которой включил героя тургеневского романа в перечень людей, на которых лежит «печать бездельничества, дармоедства и совершенной ненужности на свете». Отдав, с одной стороны, должное Рудину как носителю новых идей, Добролюбов в то же время отметил устарелость этого типа для нового этапа в жизни России.
Через год в «Современнике» вышла ещё более жёсткая статья, автор которой увидел в Рудине карикатуру на Бакунина. Тургенев, задетый этой оценкой, решил, что отзыв принадлежал Добролюбову. В письме Павлу Анненкову Тургенев, объясняя причины своего отказа от сотрудничества с «Современником», посоветовал прочитать июньский номер за 1860 год — «пассаж Добролюбова», после чего констатировал, что работать в этом издании «уже не приходится порядочному человеку».
Тургенев ошибся — статью написал Чернышевский. Тем не менее критические замечания сподвигли Тургенева к включению в роман эпилога, в котором герой погибает на парижских баррикадах. Небольшой эпизод стал своеобразным ответом оппонентам, не верившим, что Рудин способен быть самоотверженным и умеет вести людей за собой.
Это не значит, что он стал революционным борцом, но он оказался способен к героическому порыву. Ещё до того как был дописан эпилог, читателю стало ясно, что Рудин прожил свою жизнь не напрасно, что он был нужен России, что его проповедь будила потребность в новой жизни.Григорий Бялый

## Литературная критика

### Рудин
Рудин — одарённая, увлекающаяся, искренняя натура. Он призывает поставить служение человечеству выше замкнутых личных интересов. <...> Однако, как и у многих других последователей идеалистической философии, его идеал остается отвлечённым, умозрительным, не подкрёпленным реальной практической деятельностью.
Критики неоднозначно воспринимали главного героя. У Константина Аксакова Рудин вызвал сочувствие; публицист увидел в нём «человека замечательного», с сильным умом, но при этом путающегося в жизни.
Дмитрий Писарев, отметив, что герой в сложных житейских обстоятельствах (в частности, в ситуации с Натальей и Волынцевым) ведёт себя трусливо, в то же время констатировал, что источником рудинского обаяния и его же страданий является впечатлительность — «это голова, быстро раскаляющаяся и быстро остывающая».
Французский критик и популяризатор русской литературы Эжен Мельхиор де Вогюэ высоко оценил роман Тургенева и охарактеризовал главного героя как «многоречивого идеалиста, ловкого на словах, но неспособного ни к какому делу».
Д.П. Святополк-Мирский считал, что Рудин — «один из самых мастерски написанных характеров девятнадцатого века» и обращал внимание на «изумительно тонкое мастерство, с которым впечатление, произведенное Рудиным на других персонажей и на читателя, постепенно меняется от первого его появления во всем блеске превосходства до полного банкротства при малодушном разрыве с Натальей».
Григорий Бялый, назвав Рудина «лишним человеком», уточнил, что таковым герой является в самом прямом смысле слова: он относится к числу тех молодых людей, которые остаются чужими и в помещичьей среде, и на государственном поприще, и на военной службе — «для этого они слишком умны, слишком высоки».
По мнению литературоведа Лидии Лотман, герой, появившись в консервативном, с традиционным укладом мире, принёс с собой «исторический ветер, дыхание мировой жизни, отдаленные раскаты громов судьбы». Рудин выполняет задачу, возложенную на его поколение, которое должно было активизировать жизнь общества, пробудить в нём новые силы.
Исследователь творчества Тургенева Владимир Щербина, признав, что истоки внутренней драмы Рудина — в его двойственности, пришёл к выводу, что деятельность героя не была совсем уж бесплодной: «она будила сознание наиболее чутких людей».
Для Л. М. Долотовой очевидно, что «донкихотское бескорыстие и самоотверженность» Рудина входят в противоречие и с его дилетантским подходом к жизни, и с неподготовленностью общества к тем взглядам, которые герой исповедует.

### Лежнёв
Студенческий товарищ Рудина Лежнёв — его антипод в романе. Один максимально открыт — другой замкнут. Один может говорить много и пылко — другой малоречив. Один живёт в долг, занимая деньги у хозяйки имения, — другой ни от кого не зависит. Один зачастую не понимает сам себя — другой чутко воспринимает окружающих и умеет прийти им на помощь. Тем не менее симпатии автора явно не на стороне Лежнёва: он для Тургенева слишком будничный человек, «его деятельность не устремлена в будущее».

### Волынцев
Отставной штаб-ротмистр Волынцев описан автором с определённой долей сочувствия: он хорош собой, добр, честен; его преданность Наталье не вызывает сомнений. В то же время, по словам Григория Бялого, в изображение этого персонажа Тургенев вносит «некий снижающий оттенок снисходительного участия». Сергей Павлович и сам сознаёт свою ограниченность, отсюда — его неуверенность и «печать какой-то внутренней ущербности».
И хотя девушка проявляет к нему теплоту и внимание, с появлением главного героя становится понятно, что на данном этапе отношения между Натальей и Волынцевым обречены.

### Испытание любовью
Любовь Натальи становится самым серьёзным испытанием для Рудина. Девушка выбрала его не только потому, что он был «лучшим из окружавших её мужчин», но и потому, что она находилась в том возрасте, когда необходимы сильные ощущения. Писарев, сравнивая роман Натальи Ласунской с чувствами другой тургеневской героини — Аси, резюмирует, что «и та, и другая наткнулась на вялое резонёрство и позорную слабость».
Сцену свидания возле Авдюхина пруда, ставшего для Натальи «психологической катастрофой», Тургенев рисует с помощью простых штрихов: он показывает, как меняются её брови, глаза и губы. Изменение черт лица больше, чем любые другие рассуждения, показывают потрясение, которое испытала девушка, столкнувшись с нерешительностью возлюбленного.
Наиболее тихие люди у Тургенева являются наиболее страстными. Эти страстные и сильные люди становятся неподвижными в момент нравственного потрясения.Так, Наталья, получив прощальное письмо Рудина, долго сидела неподвижно, устремив глаза в пол.
Слабость и несостоятельность в любви, продемонстрированные Рудиным, идут не только от его «внутренней разорванности», но и от растерянности перед той «стихией молодого идеализма», которую несёт в себе Наталья. Герой, принимая её поначалу почти за ребёнка, не знает силы характера этой девушки. Ради любимого Ласунская-младшая готова разорвать отношения с матерью и уйти из дома в мир безденежья и лишений; в этой ситуации она «выше героя — цельностью натуры, непосредственностью чувства, безоглядностью в решениях».

## Экранизации
- 1974 — Рудин / Rugyin, (ТВ) (Венгрия). Реж. Иштван Иглоди

В 1977 году в СССР был снят фильм «Рудин» (в главных ролях — Олег Ефремов, Армен Джигарханян, Светлана Переладова). Режиссёр Константин Воинов.